# Дени дьо Ла Пателиер
Дени дьо Ла Пателиер (на италиански: Denys de La Patellière) е френски филмов режисьор и сценарист. 

## Избрана филмография
| Година | Филм                 | Оригинално заглавие  |
| ------ | -------------------- | -------------------- |
| 1959   | Очите на любовта     | Les Yeux de l'amour  |
| 1960   | Такси за Тобрук      | Un taxi pour Tobrouk |
| 1962   | Лодката на Емил      | Le Bateau d'Émile    |
| 1966   | Пътуването на бащата | Le Voyage du père    |
| 1968   | Татуираният          | Le Tatoué            |
| 1973   | Забранени свещеници  | Prêtres interdits    |